# Hamid Lahbabi
Hamid Lahbabi (Arabisch: حميد لحبابي) (Fez, 1937 - Casablanca, 6 december 2009) was een Marokkaans advocaat, voetballer en politicus.
Lahbabi ging rechten studeren in Frankrijk en militeerde er bij de communistische partij van Marokko en nadien bij de "Union nationale des étudiants du Maroc" (UNEM) en bij de "Parti du progrès et du socialisme" (PPS), waar hij lid werd van het centraal comité van de partij.
Lahbabi was als voetballer actief bij Maghreb Fez (MAS), bij KAC Kenitra (KAC) en bij Raja Casablanca (RCA). Na zijn actieve voetbalcarrière werd hij lid van het federaal bureau van de Marokkaanse voetbalfederatie(FRMF). Vervolgens werd hij juridisch raadgever bij de FIFA.